# Илија Гузина
Илија Гузина (Фојница код Гацка, 28. јул 1950 – Београд, 18. април 1997) био је југословенски и српски радиотелевизијски новинар, уредник и познати водитељ ТВ дневника, те први директор и  први главни и одговорни уредник Радио-телевизије Републике Српске.

## Биографија
Рођен је у Фојници код Гацка, 28. јула 1950. године. Основну школу завршио је у Фојници док је гимназију завршио у Гацку (прва два разреда) и Мостару (друга два разреда). Факултетско образовање и диплому високе школске спреме стекао је у Сарајеву, на Филозофском факултету, на одсјеку за српски језик и књижевност.
Послије успјешно завршених студија, прво запослење остварио је у дневном сарајевском листу „Ослобођење“ те је, опредјељујући се за новинарство, одредио свој животни пут када је у питању професионални позив. Његово новинарско умијеће ускоро ће га препоручити за напредовање у струци, па ће убрзо добити позив да промијени послодавца. Тако је Илија засновао радни однос на Радио Сарајеву и постао један од најзапаженијих младих новинара у том веома значајном медију тадашњег времена. Добар и квалитетан рад на Радио Сарајеву, даље га је препоручио Телевизији Сарајево. Јавност у бившој Југославији памтиће га као једног од уредника и водитеља Дневника Телевизије Сарајево.
Почетком Одбрамбено-отаџбинског рата, на Палама је био новинар, уредник и директор новоформираног Канала С. Наиме, крајем априла и почетком маја 1992. године, група инжењера, новинара, техничара и других радника бивше Радио-телевизије Сарајево, избјеглих из Сарајева, почела је са стварањем техничко-технолошких и кадровских претпоставки за оснивање Радио-телевизије тадашње Српске Републике Босне и Херцеговине. Први прилог, односно прво живо јављање са Пала у програм Телевизије Нови Сад изведено је 18. априла 1992. године. Наредних неколико дана извршене су све неопходне техничке радње и 6. маја емитован је први програм из Радио-телевизије „Канал С“. У почетку је то, када је о телевизији ријеч, био програм који се емитовао око два сата, док је радијски програм почео цјелодневно емитовање. Директор тадашњег „Канала С“ био је новинар Илија Гузина, који је уз директорске послове радио и уредничке и новинарске послове.
Одлуком Народне скупштине Републике Српске 28. децембра 1993. године на Палама је формирана Српска радио-телевизија (СРТ), гдје је Илија Гузина изабран и за директора и за главног и одговорног уредника. На тај начин је у састав Српске радио-телевизије ушло и некадашње дописништво Телевизије Сарајево из Бањалуке које је такође емитовало своје емисије из Информативно техничког центра (ИТЦ) Бањалука.
Поред ове двије фреквенције које је СРТ користио за емитовање свог програма, Илија Гузина је као визионар са својим сарадницима направио Информативно технички центар и у Београду, који је био од великог значаја за Јавни сервис Републике Српске. Илија Гузина је био први главни и одговорни уредник и први директор Радио-телевизије Републике Српске.
Аутор је књиге Рат је почео, која је изашла 1995. године.
Преминуо је у Београду, 18. априла 1997. године. Иза себе је оставио супругу Мирославу и ћерку Тамару. Сахрањен је у родној Фојници код Гацка.